# Paulo Lustosa
Paulo de Tarso Lustosa da Costa (Sobral, 22 de novembro de 1944) é um político brasileiro.

## Biografia
Filho de Francisco Ferreira Costa e Maria Dolores Lustosa da Costa. Em 1967 obteve o grau de Bacharel em Administração de Empresas pela Escola de Administração do Ceará e em 1968 foi nomeado técnico em Desenvolvimento Econômico do Banco do Nordeste do Brasil. Em 1973 foi pós-graduado em Desenvolvimento Econômico pela Universidade Vanderbilt, Tennessee, onde também concluiu seu Mestrado em Economia. Professor da Universidade Estadual do Ceará (UECE) e da Universidade Federal do Ceará (UFC), foi Secretário de Planejamento do governo Adauto Bezerra. 

## Vida política
Eleito deputado federal em 1978 pela ARENA e em 1982 pelo PDS, criou e foi o primeiro presidente da comissão de defesa do consumidor na Câmara dos Deputados.
Entre 1984 e 1985 participou ativamente do processo de redemocratização e das Diretas Já, sendo o primeiro parlamentar não vinculado ao PMDB a apoiar a candidatura presidencial de Tancredo Neves. Logo depois, já filiado ao PFL, foi indicado por Tancredo Neves para compor o governo como Ministro da Desburocratização.
Em 1986 candidatou-se ao Senado pelo PFL, mas acabou na terceira posição. No ano seguinte, assumiu a presidência do então Cebrae, que para evitar sua extinção na reforma administriva do Governo Collor, passou a se chamar Sebrae, tornando-se o primeiro presidente do órgão. Lá criou o programa Pequenas Empresas Grandes Negócios. Em 1990 foi candidato ao governo do estado do Ceará, mas acabou derrotado por Ciro Gomes. Em 1992 foi Secretário de Indústria e Comércio do Governador do Maranhão Edison Lobão e secretário-executivo do Ministério da Integração Regional. A seguir foi secretário-executivo e presidente da Fundação Pedroso Horta (1995-1998), atual Fundação Ulysses Guimarães. 
Na eleição de 1994 ficou como suplente de deputado federal pelo PMDB, sendo efetivado após a renúncia do titular em 1997, não conseguindo se reeleger no ano seguinte. Ainda em 1997, assumiu a presidência da Fundação Ulysses Guimarães, cargo em que permaneceu até 1999. Em 2002 foi o quinto colocado na disputa pelo Senado. No governo Lula foi secretário-executivo do Ministério das Comunicações (2004-2005) e presidente da Fundação Nacional de Saúde (2005-2007). Atualmente é membro do Conselho Superior de Economia da Federação das Indústrias do Estado de São Paulo. Seu filho, Paulo Henrique Lustosa foi eleito deputado federal pelo PMDB no Estado do Ceará em 2006. 
Em 2009, Paulo de Tarso Lustosa da Costa foi destituído, pela Controladoria-Geral da União-CGU, do cargo em comissão exercido como Presidente da Funasa em razão de seu envolvimento com irregularidades e desvio de recursos praticados na sua gestão e com a sua participação. O principal operador do esquema de desvio de recursos por ele implantado na Funasa, também destituído do cargo em comissão, foi Paulo Roberto de Albuquerque Garcia Coelho, genro do ex-deputado catarinense Walmor de Luca. A Revista Época tratou com detalhes das irregularidades praticadas por Paulo Lustosa e seus correligionários.
É irmão da escritora Isabel Lustosa.